# 海绵城市
海绵城市是一種在城市中建設防洪防澇並兼有生態環保功能的新型城市模型，將城市比喻為海绵，在降水时能吸水、蓄水、渗水、净水，而平时则可“挤”出收集的雨水来利用。海绵城市概括而言有“渗、滞、蓄、净、用、排”六大措施，其建设途径包括对城市原有生态系统的保护、生态恢复和修复，以及低影响开发。
“海绵城市”一词最早由中国大陆学者提出，后来先后被中国大陆和台湾官方采纳作为指导理念。与之相关的国际通用术语为源于北美的“低影响开发”。二者都强调开发前后场地的水文特征基本保持不变。尽管有人将二者等同，但也有学者指出，“海绵城市”强调的是城市层级的整体建设理念和方式，而不是具体的技术措施。《海绵城市建设技术指南——低影响开发雨水系统构建（试行）》将低影响开发列为海绵城市建设途径的一个方面。
“海绵城市”是推动绿色基础设施建设、低碳城市发展、智慧城市形成的创新表现，是现代绿色新技术与社会、环境、人文等多种因素的有机结合。

## 背景
尽管和海绵城市相关的低影响开发在北美更早提出，但“海绵城市”一词本身最早是中国大陆为应对频繁出现的城市内涝以及缺水等問題提出的，後來該概念也引入了台灣的都市計畫和水利建設中。
中国大陆城镇化的进程加快，城市群兴起，城市设施建设导致下垫面硬化，70%至80%的降雨形成地表逕流，仅有20%至30%的雨水能够渗到地下，导致逢雨必涝、城里看海和雨后即旱、旱涝急转，还造成水生态恶化、水资源紧缺、水环境污染等问题。水资源短缺、水质污染、洪涝灾害、水生物栖息地丧失等多种水危机是系统性、综合的问题，需要系统性的解决方案，而“海绵城市”理论的提出就在此背景下得到了关注。

## 历史
海绵城市的概念的发展历程如下：
- 2003年，俞孔坚和李迪华在《城市景观之路：与市长交流》[10]中最早用“海绵”比喻自然湿地。[4]
- 2012年4月，2012低碳城市与区域发展科技论坛中提出“海绵城市”的概念。[5]
- 2013年12月，习近平总书记在《中央城镇化工作会议》中强调：“提升城市排水系统时要优先考虑把有限的雨水留下来，优先考虑更多利用自然力量排水，建设自然存积、自然渗透、自然净化的海绵城市。”
- 2014年10月，中华人民共和国住房和城乡建设部发布《海绵城市建设技术指南——低影响开发雨水系统构建（试行）》
- 2014年12月，根据习近平总书记关于“加强海绵城市建设”的讲话精神和近期中央经济工作会的要求，财政部、住建部、水利部决定开展中央财政支持海绵城市建设试点工作。[11]
- 2015年4月，获得中央财政补贴的16个海绵城市建设试点城市名单公布，包括迁安、白城、镇江、嘉兴、池州、厦门、萍乡、济南、鹤壁、武汉、常德、南宁、重庆、遂宁、贵安新区和西咸新区。
- 2015年10月，中华人民共和国国务院办公厅印发《关于推进海绵城市建设的指导意见》，明确海绵城市建设的目标为“通过海绵城市建设，综合采取‘渗、滞、蓄、净、用、排’等措施，最大限度地减少城市开发建设对生态环境的影响，将70%的降雨就地消纳和利用。到2020年，城市建成区20%以上的面积达到目标要求；到2030年，城市建成区80%以上的面积达到目标要求。”[2]
- 2016年3月，住建部发布《海绵城市专项规划编制暂行规定》，要求各地抓紧编制海绵城市专项规划，于2016年10月底前完成设市城市海绵城市专项规划草案，按程序报批。
- 2017年3月5日，中华人民共和国第十二届全国人民代表大会第五次会议上，李克强总理在政府工作报告中提到：“统筹城市地上地下建设，再开工建设城市地下综合管廊2000公里以上，启动消除城区重点易涝区段三年行动，推进海绵城市建设，使城市既有‘面子’，更有‘里子’。”

## 六大措施
《关于推进海绵城市建设的指导意见》提出的工作目标认为，海绵城市需要采取“渗、滞、蓄、净、用、排”六大措施，以减少城市开发建设对生态环境的影响。这些措施的具体含义如下：
- 渗——提高绿地率、使用透水性鋪面等措施，從源頭上減少地表径流。
常用于“海绵城市”建设的透水性鋪面材料表现出优秀的渗水、抗压、耐磨、防滑以及环保美观多彩、舒适易维护和吸音减噪等特点，使道路成了“会呼吸”的城镇景观路面，也有效缓解了城市热岛效应。[12]
- 滞——滯留雨水，延缓徑流量峰值出现的时间。
- 蓄——使用雨水撲滿等工程措施儲存雨水，降低峰值流量，同時为雨水利用（見下）创造条件，兼可實現節約用水。
- 净——淨化雨水，减少污染，改善城市水环境。代表性的做法有生態濕地。
例如，六盘水市拆除了一些渠化河流的混凝土河堤，恢复了自然的河岸湿地，这些湿地可使河流发挥自净能力。[9]
- 用——儲存的雨水最终作为资源利用。
- 排——剩余雨水排入排水管道或自然水體。

## 争议
海绵城市的概念诞生后，虽然在官方和民间得到了普遍的接受，但也不乏争议，特别是当每年雨季来临时，一些城市仍然出现内涝，投入巨资建设的海绵城市因而被认为效果不明显。
例如，2021年7月河南水灾发生后，有公众和媒体质疑，为何作为海绵城市试点的郑州市，出现了严重的内涝。对此，相关领域的专家解释，海绵城市只能应对对中小雨，无法应对特大暴雨。郑州海绵城市建设中，城区设计的暴雨强度的重现期为50年一遇，其他地区的为20年一遇，而是次暴雨的重现期超过千年一遇，远超设计的承受的能力。华南城市研究会会长、中国城市规划学会委员胡刚认为，除了海绵城市以外，还要构建更完善的排涝系统，才能从根本上解决内涝，特别是深隧。联合国人居署程序委员、国务院外专局规划专家饶及人则认为，海绵城市不是“水桶城市”，功能是吸水而不是排水，“不可能为了防止千年一遇的洪水而建设一个999年都没有太多作用的基础设施。”